# العلاقات الفنزويلية اليابانية
العلاقات الفنزويلية اليابانية هي العلاقات الخارجية بين اليابان وفنزويلا. بدأت العلاقات الدبلوماسية الرسمية بين البلدين في أغسطس 1938. قطعت فنزويلا العلاقات الدبلوماسية مع اليابان (وغيرها من دول المحور) في ديسمبر 1941 بعد وقت قصير من الهجوم الياباني على ميناء بيرل هاربر.
في عام 1999، قام الرئيس الراحل هوجو شافيز بزيارة استغرقت ثلاثة أيام إلى اليابان.
في عام 2007 أقرض البنكان اليابانيان ماروبيني وميتسوي الحكومة الفنزويلية مبلغ 3.5 مليار دولار على أن يتم سدادها مقابل النفط. وقدم بنك اليابان للتعاون الدولي 1.89 مليار دولار في شكل قروض لدعم البنوك.
استوردت اليابان ما قيمته مليار دولار من السلع من فنزويلا في عام 2008، ومعظمها كان ألومنيوم وحديد خام وكاكاو.
في عام 2009 زار الرئيس الراحل هوغو شافيز اليابان مرة أخرى لمدة يومين، التقى خلالها رئيس الوزراء الياباني تارو أسو واتفقا على التعاون في مشاريع النفط والغاز وتشكيل لجنة لدراسة تمويل التنمية والاستكشاف، وقع البلدين عشرات الاتفاقيات الأخرى في إطار الزيارة.
في 23 ديسمبر 2009، هدد شافيز بمصادرة مصنع التجميع المحلي لشركة تويوتا موتور كورب.
في فبراير 2019، اعترفت اليابان بزعيم المعارضة الفنزويلية خوان غوايدو كرئيس لفنزويلا، وقطعت العلاقات مع حكومة اليسار المتنازع عليها برئاسة نيكولاس مادورو خلف الراحل هوغو شافيز.

## وصلات خارجية
- العلاقات الفنزويلية اليابانية من وزارة الخارجية اليابانية
- الموقي الرسمي لسفارة فنزويلا في اليابان